# توم ر. تايلر
توم ر. تايلر (بالإنجليزية: Tom R. Tyler)‏ هو عالم نفس أمريكي، ولد في 3 مارس 1950.